# Hugging Face
Hugging Face, Inc. és una empresa franco-americana basada a Nova York que desenvolupa eines per crear aplicacions mitjançant l'aprenentatge automàtic. És més notable per la seva biblioteca de transformadors creada per a aplicacionsde processament de llenguatge natural i la seva plataforma que permet als usuaris compartir models i conjunts de dades d'aprenentatge automàtic.

## Història
L'empresa va ser fundada el 2016 pels empresaris francesos Clément Delangue, Julien Chaumond i Thomas Wolf originalment com una empresa que desenvolupava una aplicació de chatbot dirigida a adolescents.
L'empresa va adoptar el nom de l'emoji U+1F917 🤗 amb una cara que s'abraça  (“hugging face”). Després de treure a la llum el model de codi obert que hi havia darrere del chatbot, l'empresa va canviar de rumb per centrar-se en ser una plataforma per a l'aprenentatge automàtic.
El març de 2021, Hugging Face va recaptar 40 milions de dòlars en una ronda de finançament de la Sèrie B.
El 28 d'abril de 2021, la companyia va llançar el BigScience Research Workshop en col·laboració amb diversos altres grups de recerca per llançar un gran model de llenguatge (LLM) obert. El 2022, el taller va concloure amb l'anunci de BLOOM, un LLM multilingüe amb 176.000 milions de paràmetres.
El febrer de 2023, la companyia va anunciar una associació amb Amazon Web Services (AWS) que permetria als productes de Hugging Face disponibles per als clients d'AWS utilitzar-los com a elements bàsics per a les seves aplicacions personalitzades. La companyia també va dir que la propera generació de BLOOM s'executaria amb Trainium, un xip d'aprenentatge automàtic propietari creat per AWS.
L'agost de 2023, l'empresa va anunciar que havia recaptat 235 milions de dòlars en una Sèrie D de finançament, amb una valoració de 4.500 milions de dòlars. El finançament va ser liderat per Salesforce, i una participació notable va provenir de Google, Amazon, Nvidia, AMD, Intel, IBM i Qualcomm.
El juny de 2024, l'empresa va anunciar, juntament amb Meta i Scaleway, el llançament d'un nou programa d'acceleració d'IA per a startups europees. Aquesta iniciativa té com a objectiu ajudar les startups a integrar models de bases obertes als seus productes, accelerant l'ecosistema d'IA de la UE. El programa, amb seu a STATION F a París, es va dur a terme del setembre del 2024 al febrer del 2025. Les startups seleccionades van rebre assessorament, accés a models i eines d'IA i la potència informàtica de Scaleway.
El 23 de setembre de 2024, per impulsar la Dècada Internacional de les Llengües Indígenes, Hugging Face es va associar amb Meta i la UNESCO per llançar un nou traductor d'idiomes en línia, basat en el model d'IA de codi obert No Language Left Behind de Meta, que permet la traducció de text gratuïta en 200 idiomes, inclosos molts idiomes de baixos recursos.
L'abril de 2025, Hugging Face va anunciar que havia adquirit una startup de robòtica humanoide, Pollen Robotics. Pollen Robotics és una startup de robòtica amb seu a França fundada per Matthieu Lapeyre i Pierre Rouanet el 2016. En un tuit a X, Clement Delangue, CEO de Hugging Face, va compartir la seva visió de fer que la robòtica d'intel·ligència artificial sigui de codi obert.

## Serveis i tecnologies

### Biblioteca de Transformadors
La biblioteca Transformers és un paquet Python que conté implementacions de codi obert de models de transformadors per a tasques de text, imatge i àudio. És compatible amb les biblioteques d'aprenentatge profund PyTorch, TensorFlow i JAX i inclou implementacions de models notables com BERT i GPT-2. La biblioteca es va anomenar originalment "pytorch-pretrained-bert" que després va ser rebatejada per "pytorch-transformers" i finalment "transformers".

### Hugging Face Hub
- Repositoris de codi basats en Git, amb funcions similars a GitHub, incloses discussions i sol·licituds d'extracció de projectes.
- models, també amb control de versions basat en Git;
- conjunts de dades, principalment en text, imatges i àudio;
- aplicacions web ("espais" i "widgets"), destinades a demostracions a petita escala d'aplicacions d'aprenentatge automàtic.

### Altres Biblioteques
A més de Transformers i Hugging Face Hub, l'ecosistema Hugging Face conté biblioteques per a altres tasques, com ara processament de conjunts de dades ("Conjunts de dades"), avaluació de models ("Avaluar"), simulació ("Simular"), demostracions d'aprenentatge automàtic (" Grau").